# Poulton (Cheshire)
Poulton – wieś w Anglii, w hrabstwie ceremonialnym Cheshire, w dystrykcie (unitary authority) Cheshire West and Chester. Leży 8 km na południe od miasta Chester i 261 km na północny zachód od Londynu. W 2001 miejscowość liczyła 92 mieszkańców.